# Тамара Борош
Тамара Борош (19. децембар 1977 Сента, САП Војводина, СФРЈ) је бивша хрватска репрезентативка у стоном тенису мађарског порекла. Једна је од најбољих хрватских спортиста протеклих година. Редовно осваја медаље на великим такмичењима. Једна је од ретких стонотенисерки које се успевају супротставити стонотенисеркама с Далеког истока.
Добитница је Хрватске државне награде за спорт „Фрањо Бучар“ 2001. године.
Тамара Борош је 2002. године успела стићи до другог места на светској ранг листи стонотенисерки што је велики успех када се узме у обзир доминација Азијаткиња. На Светском првенству у Паризу 2003. године освојила је своју једину медаљу са светских првенстава (бронза) и после 10 година постала прва Европљанка која је освојила медаљу на светском првенству. Колико је то велико остварење говори чињеница да су само 3 играчице ван Азије од 1973. до 2005. успеле победити на светском првенству.
Велики допринос Тамарином успеху дао је и њен тренер Невен Цегнар, који јој је посветио многе године рада и усмерио њен талент.
Из Сенте се одселила још за време санкција у Шведску, а од 1993. наступа за Хрватску.